# HSC Bornholm Express
HSC Bornholm Express, senare Granville, ett snabbseglande passagerarfartyg, som 2004–2014 seglade för rederiet Christiansøfarten i Bornholm.
Färjan beställdes 2004 från WaveMaster International i Australien med planerad leverans i april 2005. Varvet gick i konkurs 2004, varefter beställningen i stället gick till Damen Shipyards Group för att byggas på Damens varv i Singapore. Hon blev klart i februari 2006 och sattes i april 2006 i trafik i Bornholm.  
Hon seglade fram till 2014 mellan Simrishamn och Allinge, respektive Tejn, på Bornholm, samt på bornholmsrutterna Gudhjem–Christiansø och Allinge–Christianshavn.
År 2013 avbröt Post Danmark sitt kontrakt med Christiansøfarten om postbefordran till och från Bornholm och bytte transportör till Bornholmstrafikken. Fartyget började i april 2014 segla i Engelska kanalen, omdöpt till Granville, mellan det franska fastlandet och de brittiska Kanalöarna för Manche Iles Express.